# ناحیه دوانژو
دوانژو (به لاتین: Duanzhou District) یک سکونتگاه مسکونی در جمهوری خلق چین است که در ژاوکینگ واقع شده‌است.